# Scacchi esagonali

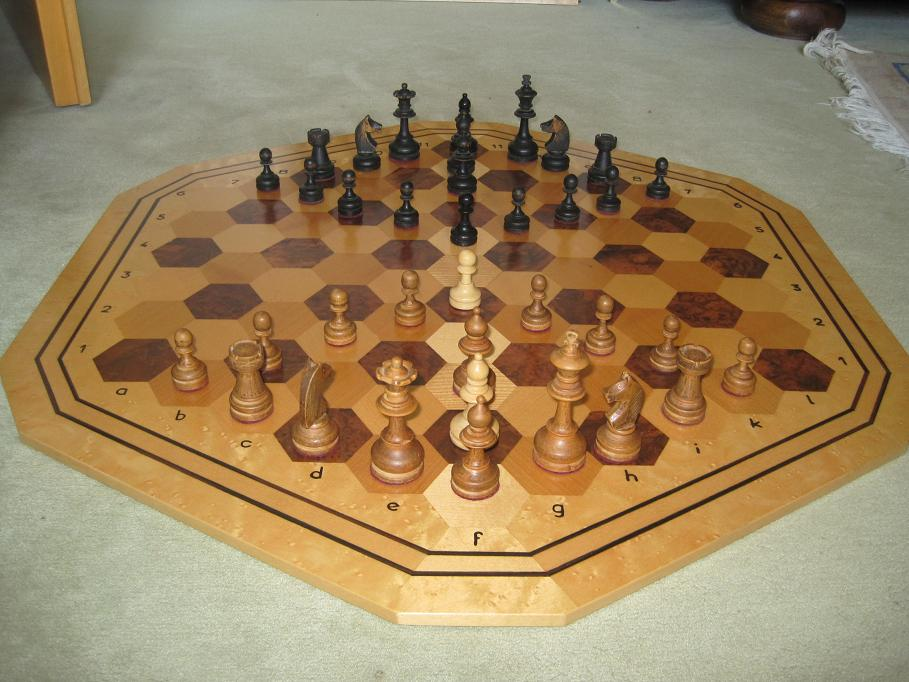
Una scacchiera esagonale, con i pezzi nella posizione iniziale per gli scacchi esagonali di Gliński.

Gli scacchi esagonali sono un gruppo di varianti degli scacchi che si giocano su scacchiere esagonali. La variante più popolare degli scacchi esagonali fu ideata nel 1936 da Władysław Gliński. In certi periodi ci furono oltre mezzo milione di giocatori di tale variante, e più di 130 000 scacchiere di questo tipo vennero vendute. Il gioco era molto popolare nell'Europa centrale, specialmente in Polonia, terra natale di Gliński.

## Scacchi esagonali di Gliński

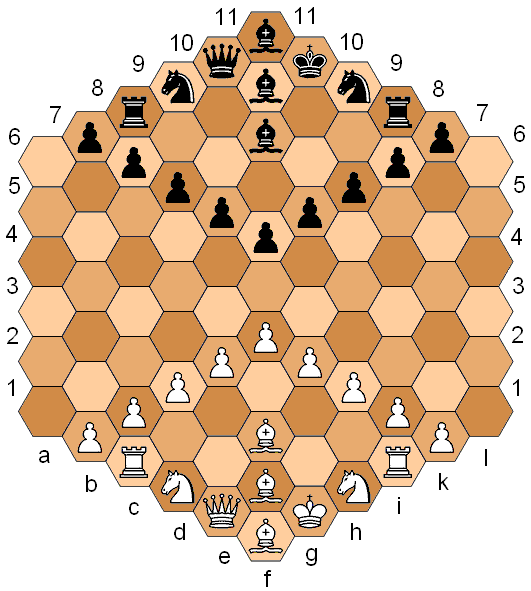
Posizione iniziale negli scacchi esagonali di Gliński.

Il gioco si svolge su una scacchiera esagonale con 3 colori (chiaro, scuro e grigio), con la casa centrale solitamente grigia. Il set dei pezzi degli scacchi ortodossi è ampliato dall'aggiunta di un pedone e un alfiere. La posizione iniziale dei pezzi è come quella del diagramma a lato. La scacchiera ha undici colonne, segnate dalle lettere minuscole dalla "a" alla "l" (la lettera "j" non è usata) ed undici traverse. Le traverse da 1 a 6 hanno undici case e sottendono un angolo di 120º rispetto alla colonna f. La traversa 7 (che corrisponde alla posizione dei pedoni neri in posizione iniziale) ha nove case, la 8 ne ha sette, la 11 ha solo una casa (f11).

### Il movimento dei pezzi
I diagrammi mostrano le possibilità di movimento dei pezzi. Come negli scacchi, il cavallo può saltare i pezzi. I tre alfieri di diverso colore non possono mai incontrarsi. La regina muove come torre e alfiere. Tale gioco non prevede l'arrocco. I pedoni muovono avanti e catturano nelle case adiacenti (mostrate dai cerchi rossi nei diagrammi); la cattura del pedone non corrisponde alla mossa dell'alfiere, come accade invece negli scacchi ortodossi. Tutti i pedoni possono muoversi di due case in avanti alla loro prima mossa. Se un pedone abbandona la propria colonna catturando un pezzo, potrà muoversi avanti di due case alla sua prima mossa nella nuova colonna. Per esempio, se il pedone in e4 cattura un pezzo nero in f5, ha la possibilità di avanzare in f7. Il pedone nella fila centrale (casa f5 per il Bianco) non può avanzare di due case alla sua prima mossa, perché la casa di destinazione è occupata (un pedone nero è in f7), ma la mossa avanti di due case potrà essere fatta in seguito se tale casa verrà liberata. La cattura en passant è possibile: per esempio, se il pedone nero in c7 del diagramma sopra muove in c5, il pedone bianco in b5 può catturarlo (bxc6). I pedoni promuovono nell'ultima casa della colonna: le case di promozione dei pedoni bianchi sono marcate da una stellina.
Lo stallo non è una patta, ma vale meno di un matto. Nei tornei, il giocatore che va in stallo (ovvero che non può effettuare mosse legali) guadagna 0,25 punti e l'avversario che gli ha inflitto lo stallo ne riceve 0,75.
Esiste una notazione numerica internazionale, analoga alla notazione ICCF impiegata negli scacchi per corrispondenza.

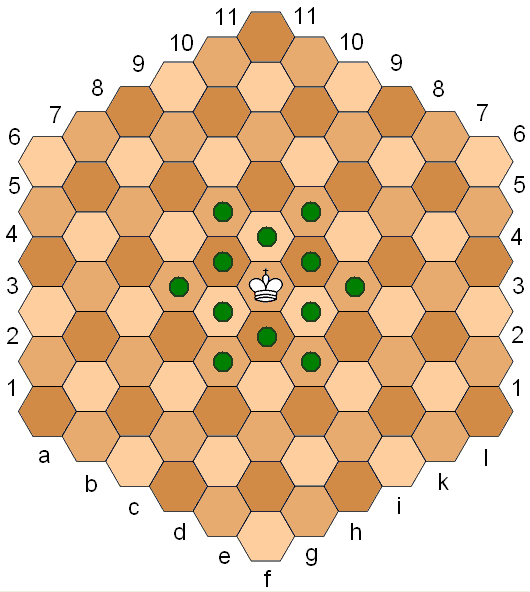
Re
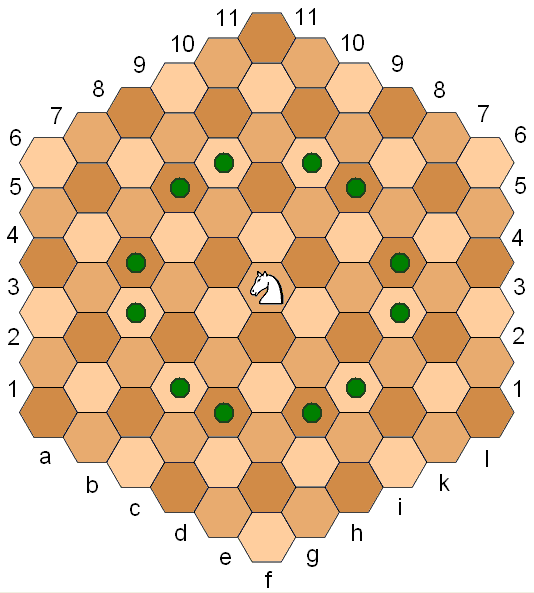
Cavallo
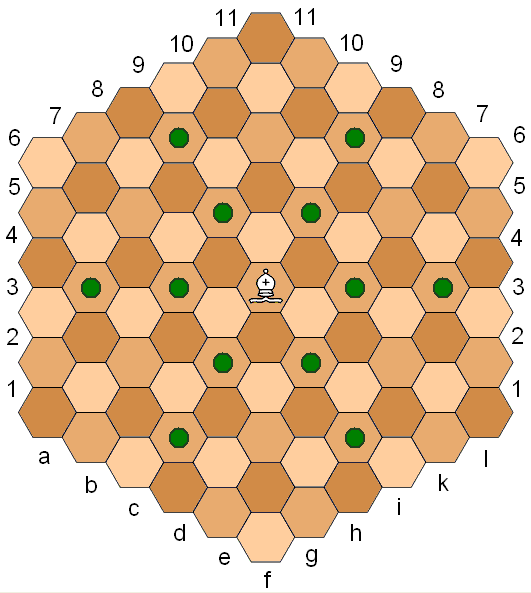
Alfiere

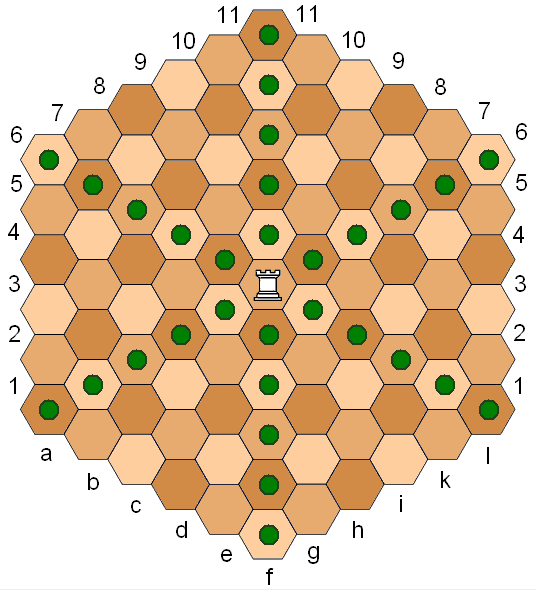
Torre
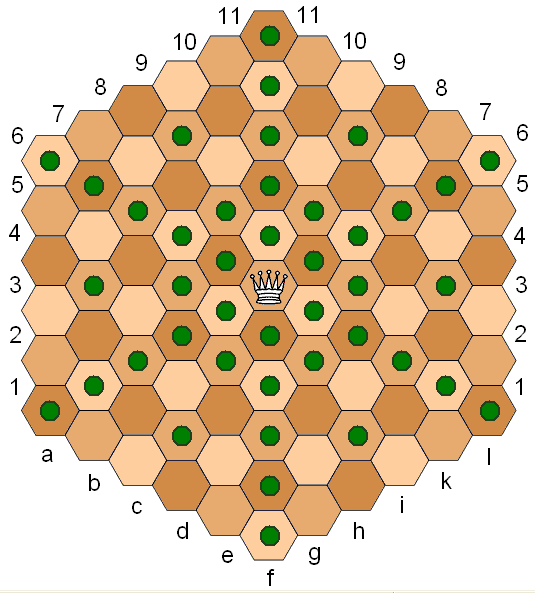
Regina
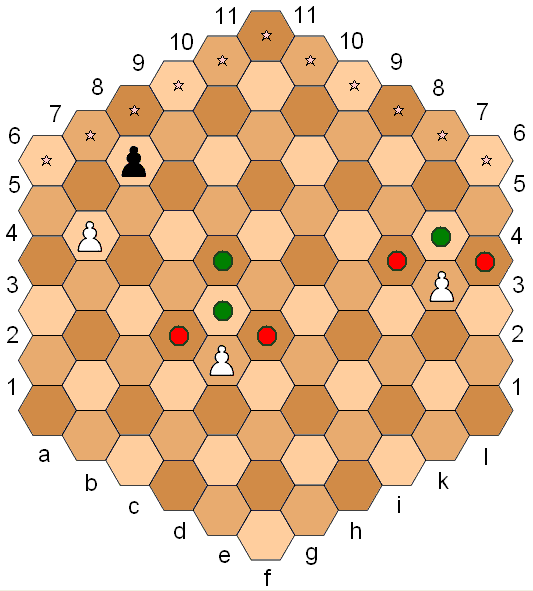
Pedone

## Scacchi esagonali di McCooey

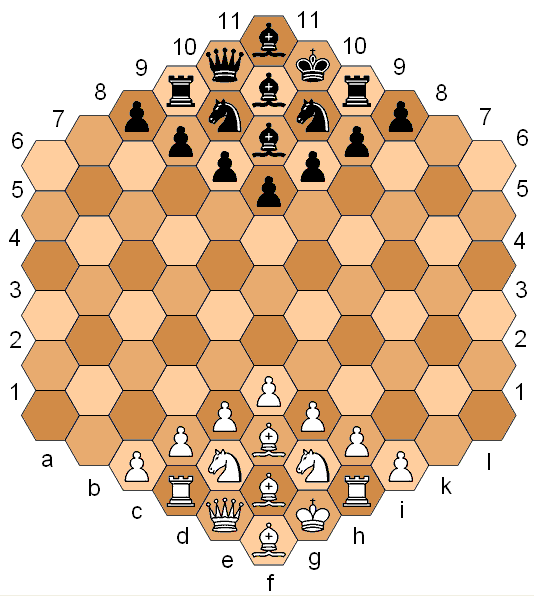
Posizione iniziale negli scacchi esagonali di McCooey.

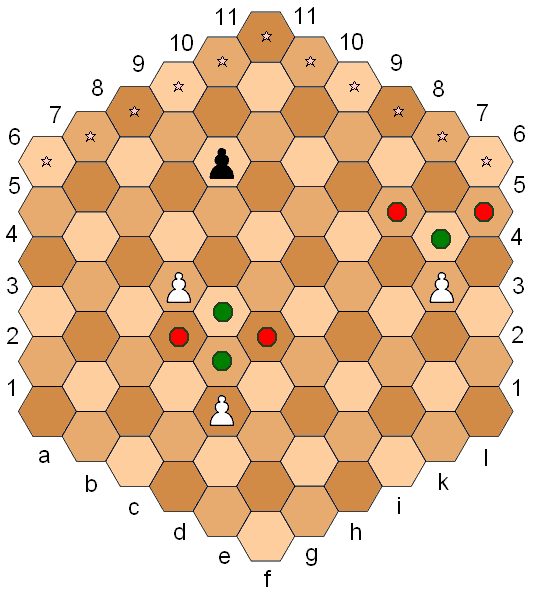
Pedone

Dave McCooey e Richard Honeycutt svilupparono un'altra variante degli scacchi esagonali. È molto simile alla variante di Gliński, ma ci sono quattro differenze: la posizione iniziale dei pezzi, la mossa di cattura del pedone, il pedone nella colonna f non può avanzare di due case, e lo stallo è una patta, ogni giocatore riceve mezzo punto. Il diagramma mostra la mossa di cattura del pedone, che coincide con la mossa dell'alfiere. Il pedone bianco in d5 può catturare il pedone nero in e8 en passant nel caso che il pedone nero avanzi in e6 Il pedone nella colonna f non può compiere due passi in avanti e non è difeso nella posizione iniziale: ciò permette un matto se viene catturato da un cavallo, ma una circostanza simile si verifica raramente.

### Teoria dei finali
Questi studi sui finali si applicano ad entrambe le varianti (Gliński e McCooey):
- Re e due cavalli possono dare matto ad un re solo.
- Re e torre battono re e cavallo (nessuna fortezza realizzabile e possibilità minime (0,0019%) di scacco perpetuo).
- Re e torre battono re e alfiere (nessuna fortezza realizzabile e nessuno scacco perpetuo).
- Re e due alfieri non possono dare matto al re solo, eccettuate rarissime posizioni (0,17%).
- Re, cavallo e alfiere non possono dare matto ad un re solo, eccettuate rarissime posizioni (0,5%).
- Re e donna non battono re e torre: il 4,3% delle posizioni terminano in scacco perpetuo, ed il 37,2% permettono di realizzare una fortezza.
- Re e torre possono dare matto ad un re solo.

## Scacchi esagonali di Šafran

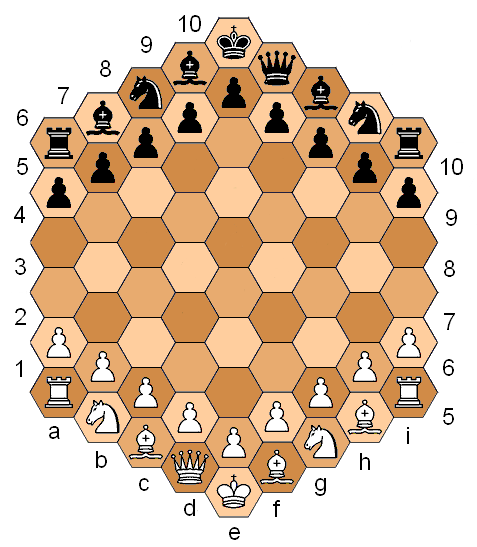
Posizione iniziale negli scacchi esagonali di Šafran.

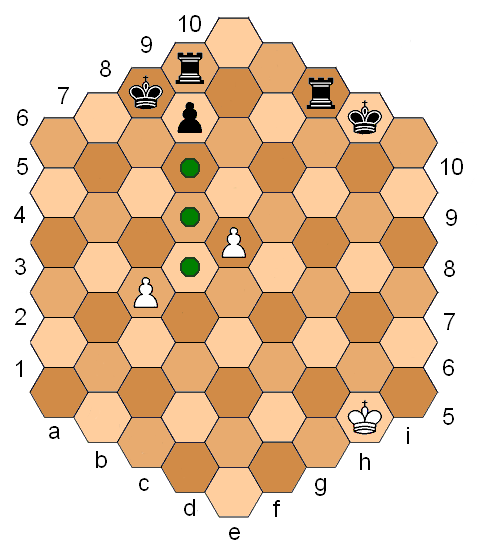
Arrocco ed en passant.

Tale variante venne inventata dal geologo sovietico Isaak Grigor'evič Šafran nel 1939 e registrata nel 1956. Ne venne data una dimostrazione al Worldwide Chess Exhibition a Lipsia nel 1960.
La scacchiera ha la forma di un esagono irregolare con nove colonne e dieci traverse. Ci sono 70 case nella scacchiera, contro le 91 delle varianti di Gliński e McCooey. Le colonne sono chiamate con le lettere dalla a alla i; le linee in direzione ore 10 e ore 4 sono chiamate con i numeri da 1 a 10. Nel diagramma, i due cavalli partono dalle case e1 ed e10; le torri nere partono dalle case a6 ed i10; le torri bianche partono dalle case a1 e i5. Ogni giocatore chiama il settore sinistro della scacchiera lato di donna ed il settore destro lato degli alfieri; ogni settore non coincide con quello dell'avversario (il lato di donna del bianco è il lato degli alfieri del nero e viceversa). I pezzi ed i pedoni si muovono e catturano esattamente come la variante di McCooey. Comunque, la prima mossa di un pedone può portarlo alla metà della sua colonna. Ciò significa che i pedoni in a e i possono fare solo un passo in avanti, quelli in d, e ed f possono fare una mossa di tre case. Se fanno una mossa simile, possono essere catturati en passant.
Nel diagramma a sinistra, il pedone nero in d8 ha tre mosse possibili, ma nessuna è sicura; dopo 1...d7 può essere catturato con 2.exd7; dopo 1...d6 può essere catturato con 2.exd7 e.p. o 2.cxd7; dopo 1...d5 può essere catturato en passant da entrambi i pedoni.
L'arrocco è possibile negli scacchi di Šafran, applicando le stesse restrizioni degli scacchi eterodossi. Può essere lungo o corto in entrambe le direzioni. La notazione consta del prefisso "D-" o "A-" (indicando se è usata la torre di re o di alfieri) seguito da 0-0-0 (arrocco lungo: il re si porta a fianco alla torre e questa poi si posiziona nella casa adiacente al re) o 0-0 (arrocco corto, l'opposto del precedente). Nel diagramma, il re nero in h10 ha arroccato lungo nel lato di donna (1...D-0-0-0) e quello in c8 ha arroccato corto sul lato di alfieri (1...A-0-0). L'arrocco non aumenta né la sicurezza del re né l'attività della torre, ma è presente solo per completezza. Lo stallo è una patta.

## Altre varianti degli scacchi esagonali
La prima variante esagonale degli scacchi pubblicata era un gioco commerciale, Hexagonia. Venne inventato nel 1864 da John Jacques e figli. La scacchiera ha 125 case, ogni parte ha un re, due cannoni, quattro cavalli e otto pedoni.
Nel 1984 Ronald Planesi ha ideato il gioco ImmortalStarMasters. È una variante per due o sei giocatori su una scacchiera esagonale. Il nome originale del 1984 era Kingmaster, ma fu cambiato per problemi di copyright. La scacchiera è molto più grande delle altre varianti perché deve avere posto per sei giocatori, uno per ogni lato. I pezzi sono simili a quelli tradizionali (cavalli ed alfieri scambiano la posizione iniziale nella variante esagonale) e viene aggiunto un alfiere. Tutti i pezzi, tranne i pedoni, muovono come nella variante di Gliński. I pedoni muovono analogamente alla variante di McCooey, ma possono avanzare in due direzioni e catturare in tre direzioni (una in avanti e due in diagonale). Nella zona centrale i pedoni possono muovere e catturare in ogni direzione. La versione per due giocatori ha essenzialmente le stesse regole e può usare la stessa scacchiera. Il metodo di gioco napoleonico prevede due giocatori ognuno con tre set di pezzi o tre giocatori con due set di pezzi ciascuno.
C'escacs 2007 è una variante degli scacchi di Gliński con 169 case. Aggiunge un drago (cancelliere), due pegasi (arcivescovo) e due principi al set di Gliński. Le mosse dei pedoni sono incrementate dalla possibilità di muovere a 60º, e le catture sono analoghe alla variante di McCooey.